# Marcel Naudin
Marcel Naudin, né peut-être en 1895, est un footballeur français évoluant au poste d'attaquant.

## Carrière
Sous le maillot du Red Star, pour lequel il joue de 1919 à 1923, il remporte trois fois la Coupe de France en 1921, 1922 et 1923. Il marque notamment un but en finale en 1921, un autre en demi-finale en 1922, et un doublé en finale en 1923.